# 警察車輛

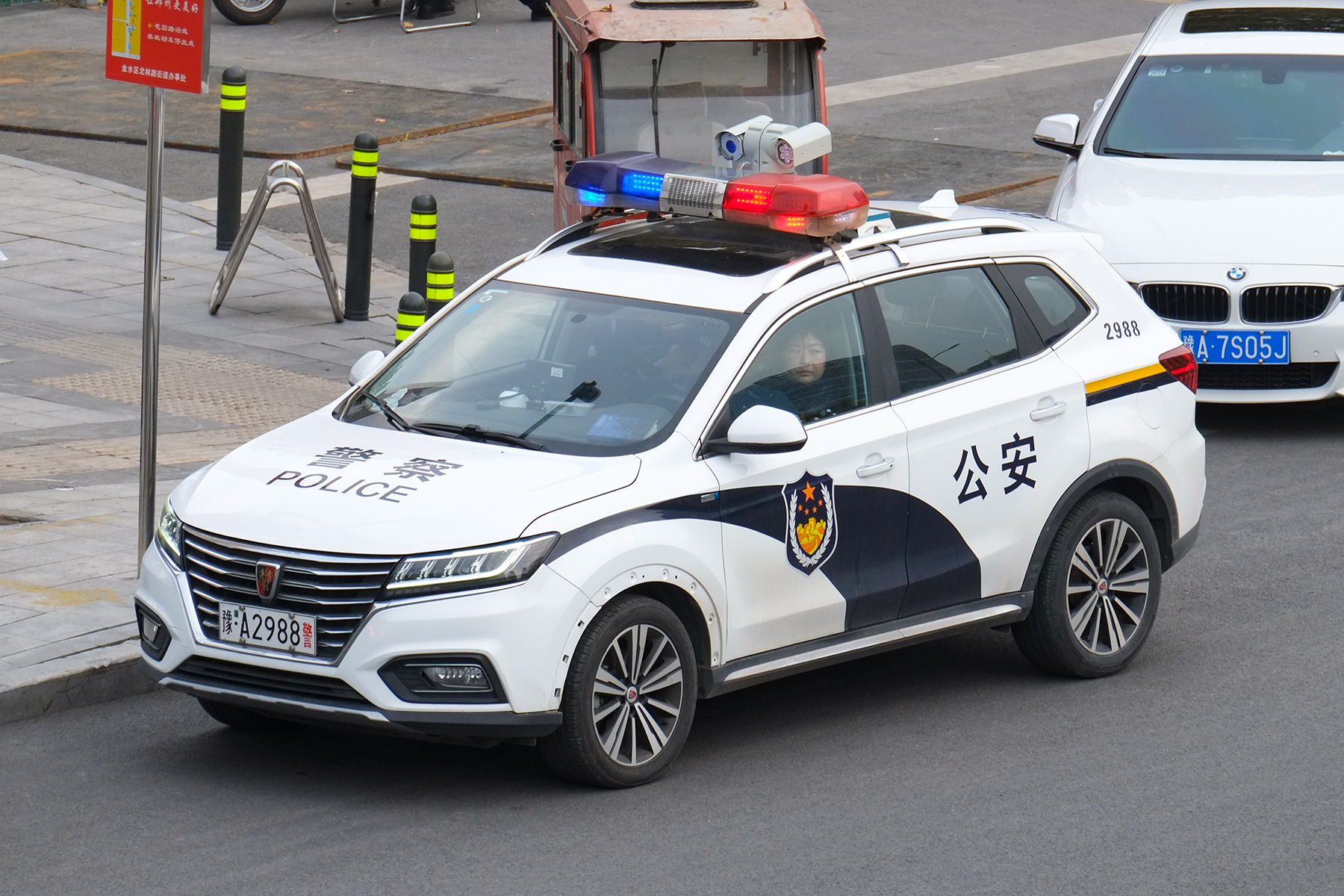
河南郑州的荣威RX5警车。

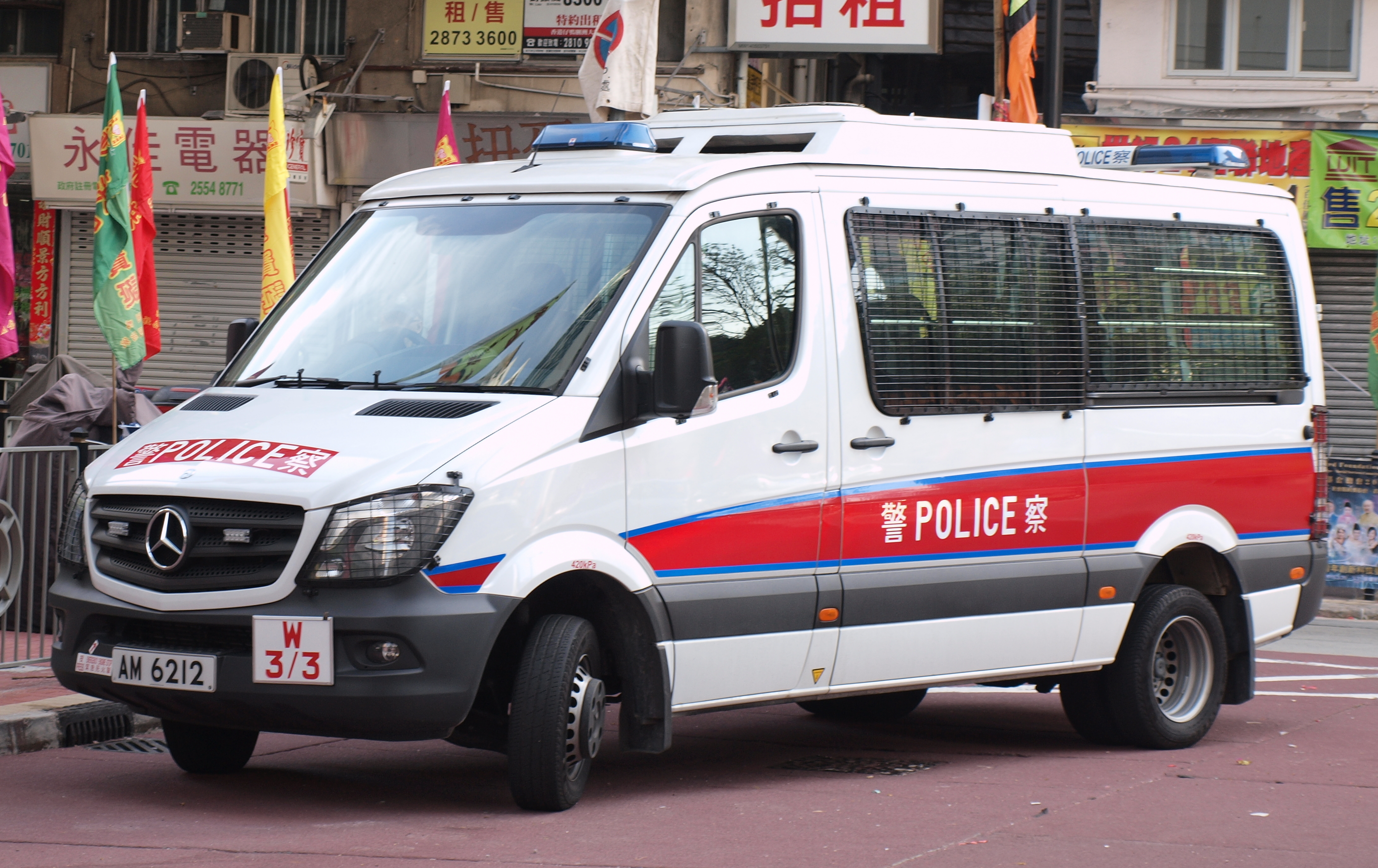
隸屬於港島西區警署的平治Sprinter警車

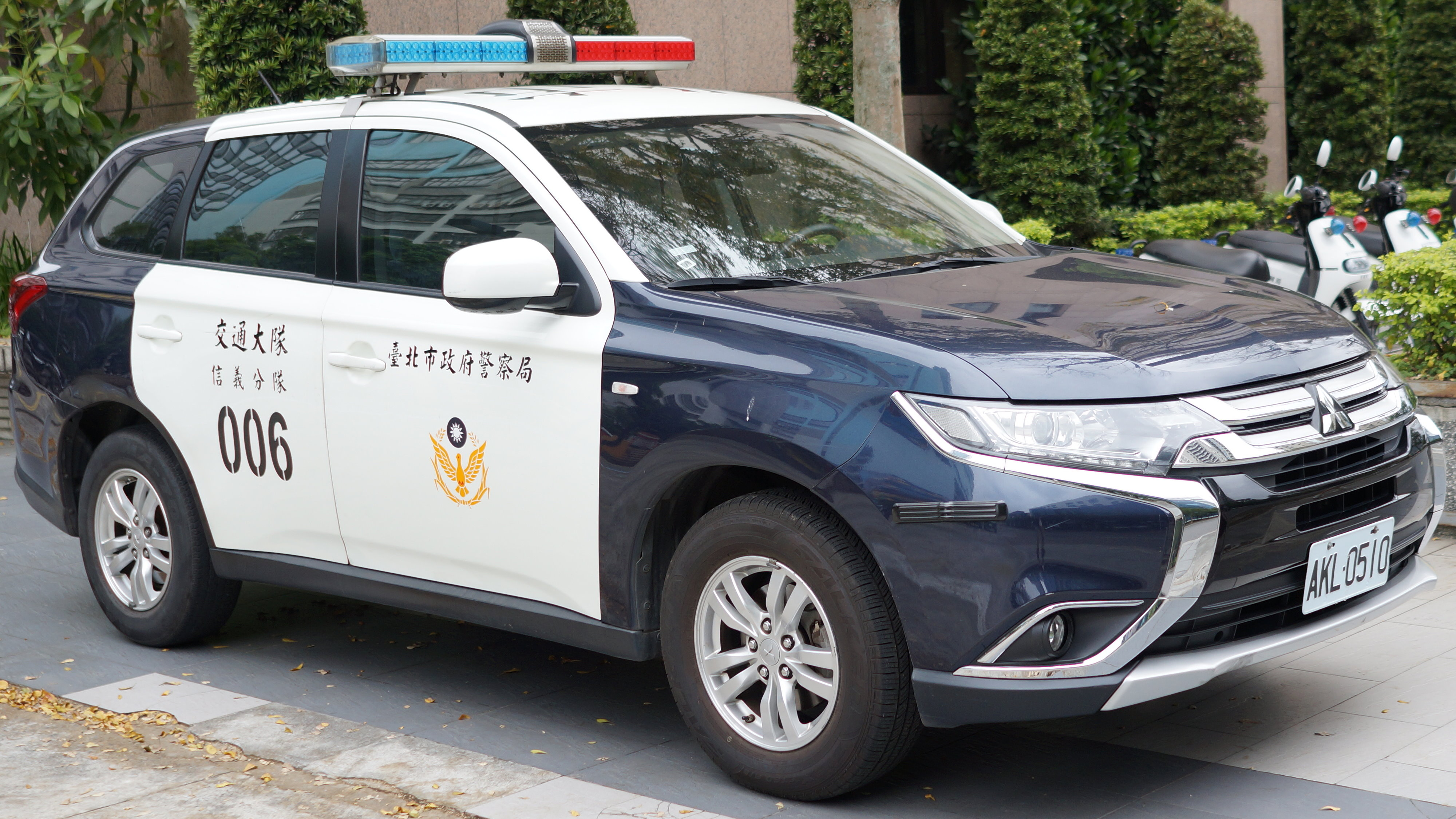
臺北市政府警察局的三菱Outlander巡邏車

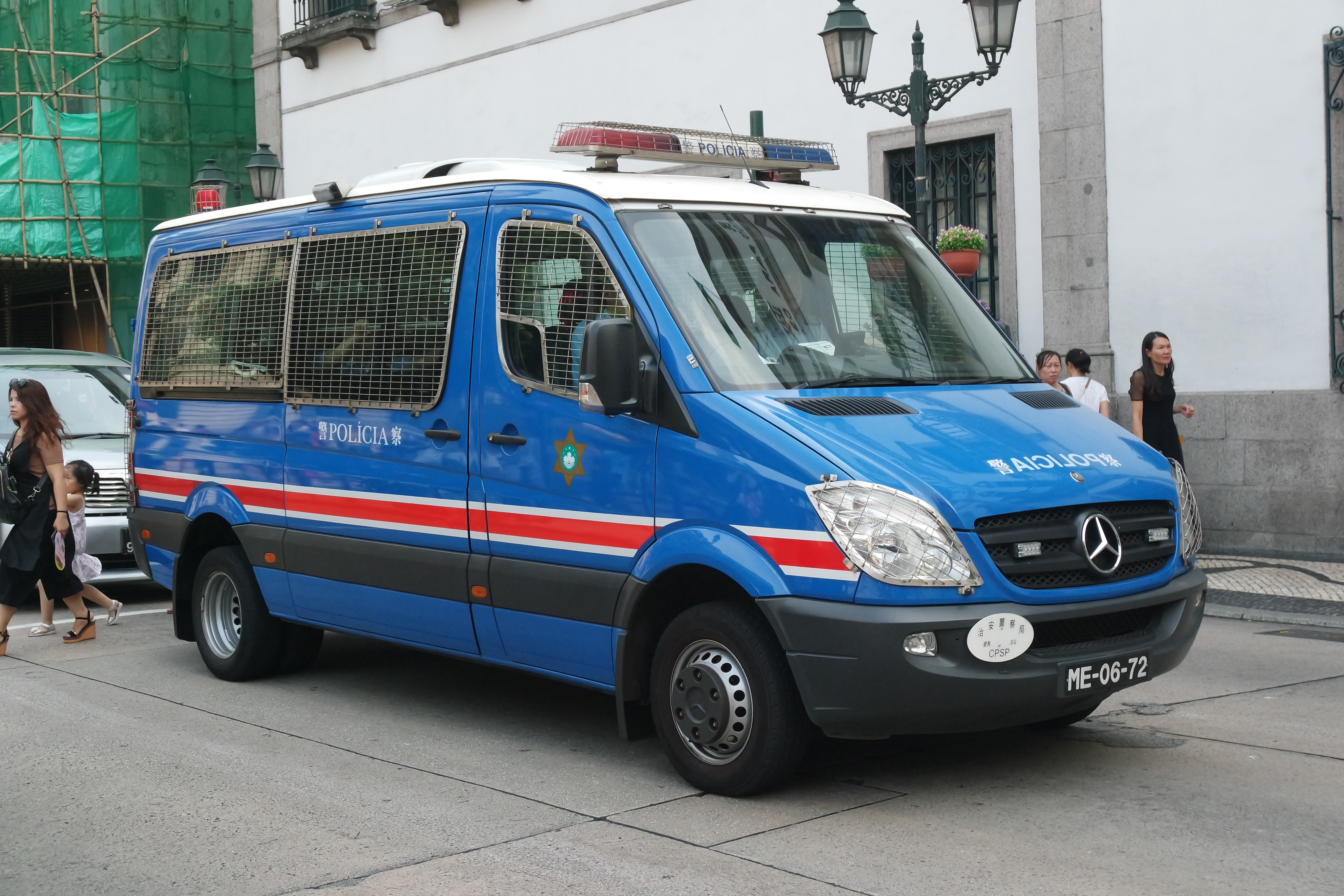
治安警察局的平治Sprinter警車

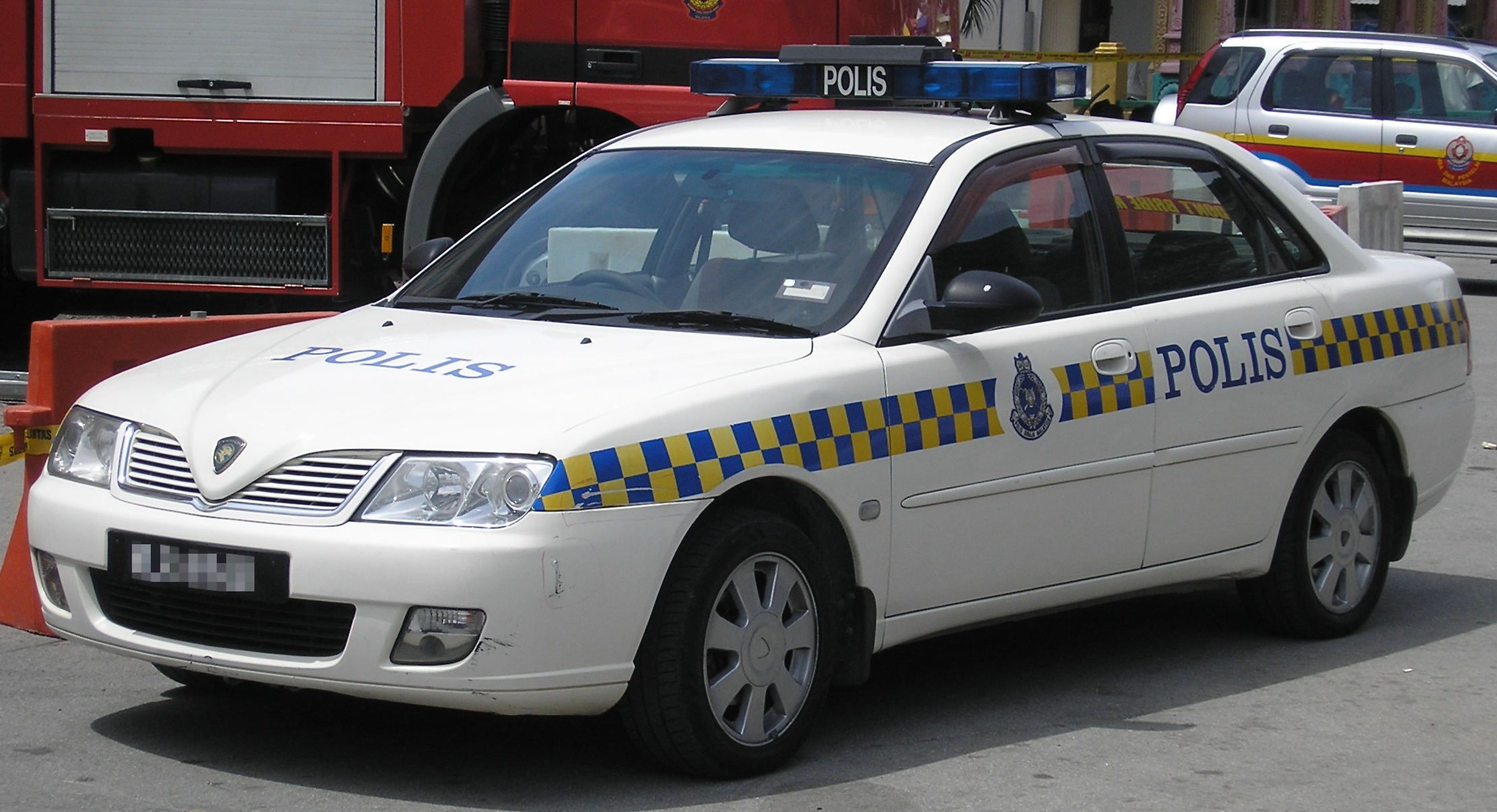
马来西亚皇家警察的宝腾巡逻车

警察車輛，亦稱警用車輛、警务车辆等，簡稱警車，是各國警方用於執行巡邏任務，並應對各類突發事態的車輛。警車典型的用途包括：在發生不測事態時及時將警員運送至事件現場、押運犯罪嫌疑人、執行日常巡邏以壓制潛在犯罪等。
世界上有記錄的第一輛警車出現在1899年美國俄亥俄州縣治阿克倫的街頭，是一輛由電池驅動的簡易四輪貨車，由當地警局警官路易斯·穆勒（Louis Mueller）操控，時速可達26km/h，一次充電里程可達48km。這輛價值2400美元的警車配備有警燈、起震懾作用的鑼、横木，首次執行的任務是營救一名醉漢。
警車一般都裝配自動變速及具有馬力強大的引擎，並且漆上鮮豔的顏色，在車頂則裝有警示燈、蜂鳴器及方向燈。車內則設有無線電、擴音器、槍架、攝影器材等設備和工具。亦有一類警車，外表與民用車輛幾乎無差别，被稱為“秘密警車”或“便衣警车”，主要用作執行偵查任務。這類無標示警察車輛在香港俗稱“隱形戰車”，隸屬於交通部，專門用作追捕違反交通法例，特别是超速行駛的車輛。此外，一些特殊警種，例如要員保衛單位等也會使用此等警車。

## 种类

### 巡逻警车
巡逻警车是各国巡逻警察执行任务所使用的车辆，亦可响应紧急事态。巡逻车一般都配备有警灯，乃典型的警车种类。
在中国大陸，常见的巡逻车品牌为本地合资品牌，如上海和上海大众，北京和北京现代。近年来，各地开始推广采购国产品牌如吉利，部分城市的公安特警使用了黑色涂装的SUV或大型车辆。在香港，警務處配备有第三代豐田普銳斯的燃油與電池混合動力環保巡邏車，車輛電腦系統可以根據路面及駕駛情況決定使用電池或者汽油推動引擎，在一般情況下比較一般車輛節省一半汽油耗量，並且減低廢氣排放數量。此外，新車輛於行駛時寧靜，協助人員於夜間巡邏罪惡黑點及停車場時，加強執法成效。此批新車輛車身均採用巴騰堡格紋設計。根據科學研究證實，此格紋更容易於遠距離識別，加強人員及其他道路使用者的安全，交通部大部分新車輛亦將會採用此款格紋。在台湾，派出所（分驻所）的辖区，会分成几个“警勤区”，分派员警负责当地巡逻任务。

### 追击警车
追击警车又称接警车，是欧美国家（尤其是美国）的执法部门专用于对紧急事态及交通巡邏作出快速反应的车种。这类警车的性能高于一般的巡逻警车，有时会配备特别的警用器材。在英国，每一个警局通常只拥有一辆接警车。

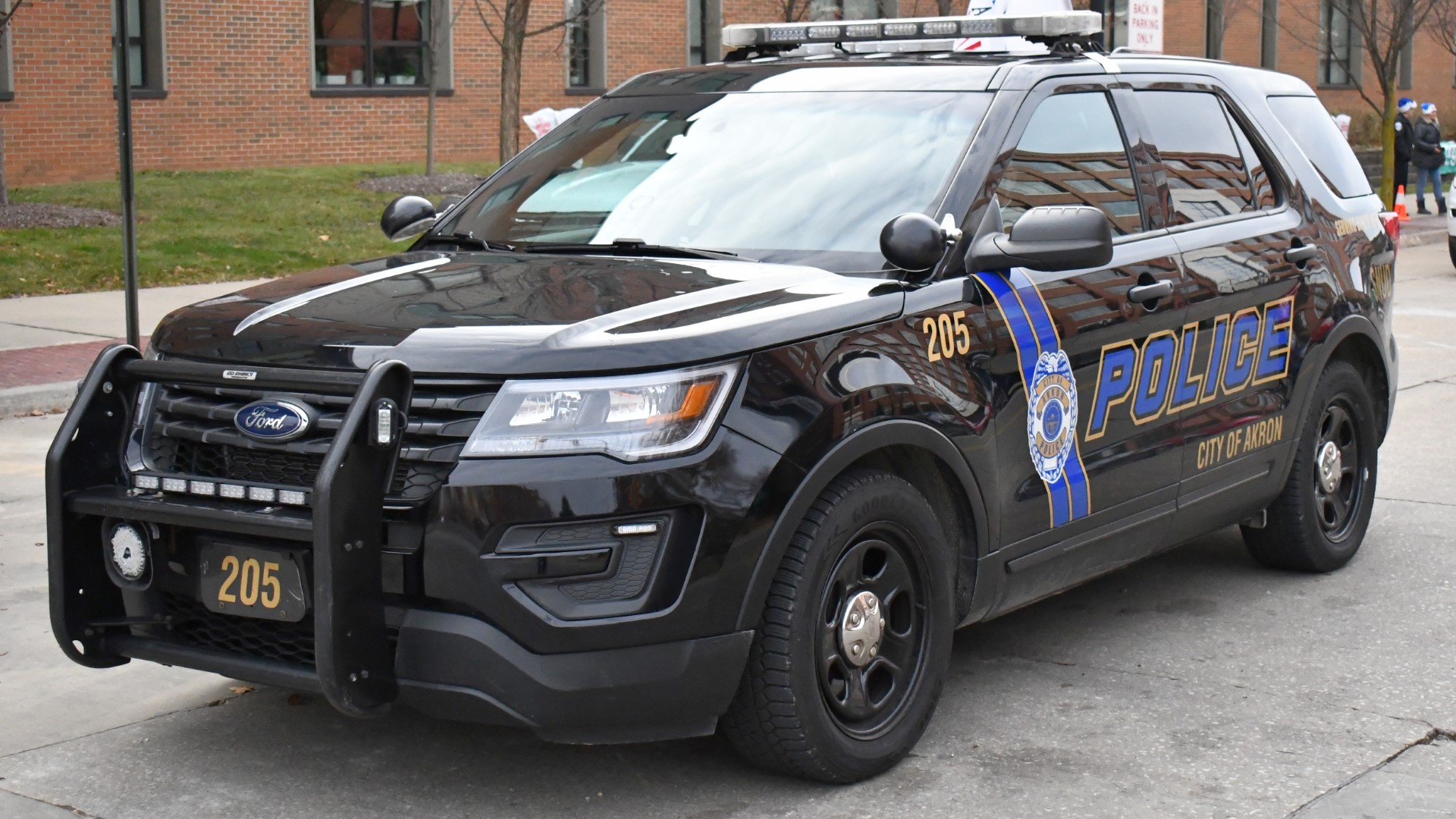
正在巡逻的美国俄亥俄州阿克伦市警察局的16款福特探险者警车 为3.5升 V6双涡轮增压引擎

### 便衣警车
便衣警车的特点一般在于车身并无明显的涂装标识以及警灯，通常其警灯都会安装在车内，或是用人手在車頂加裝，在香港亦叫做“隐形战车”。在台灣則叫做偽裝車或偵防車。 其职责一般为追捕违反交通法律的车辆，最常见的比如超速。便衣警车也可以用于警方进行卧底行动最大限度的避免引起罪犯的注意力。同时在多数国家里，刑警、高级警务人员、以及要員保衛所用的警务车辆也属于便衣警车。有趣的一点是，在美国的警车一般都是车厂特地为了执法部门而打造的警用版车辆，虽然型号与民用一致但在外观上和民用版还是有细微的差别，如轮毂造型以及前保险杠造型等等。有些警车因为需要安装警用对讲机而需要在车外安装一个长长的天线，这也是与普通民用车辆最大的区别所在。所以对于一些稍微有研究的市民就能通过外观细微的差别从而判断出是不是便衣警车。

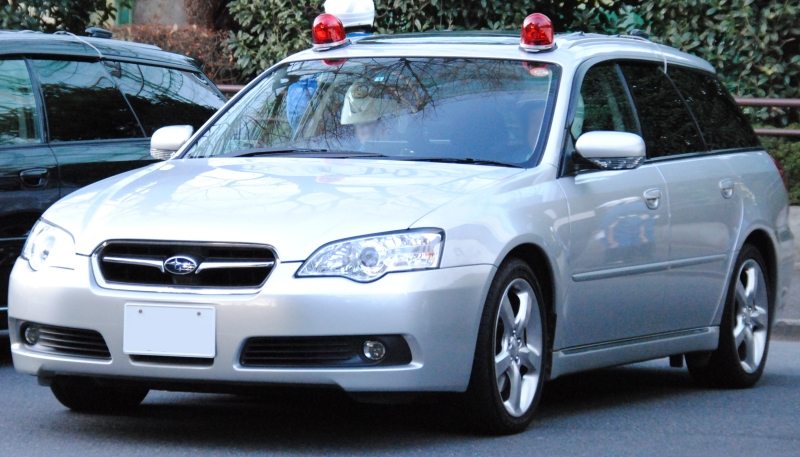
日本警視廳没有显著标识的速霸陸Legacy警车，只有车頂的警灯作为识别。这类警车常用于执行反暴走族的任务。

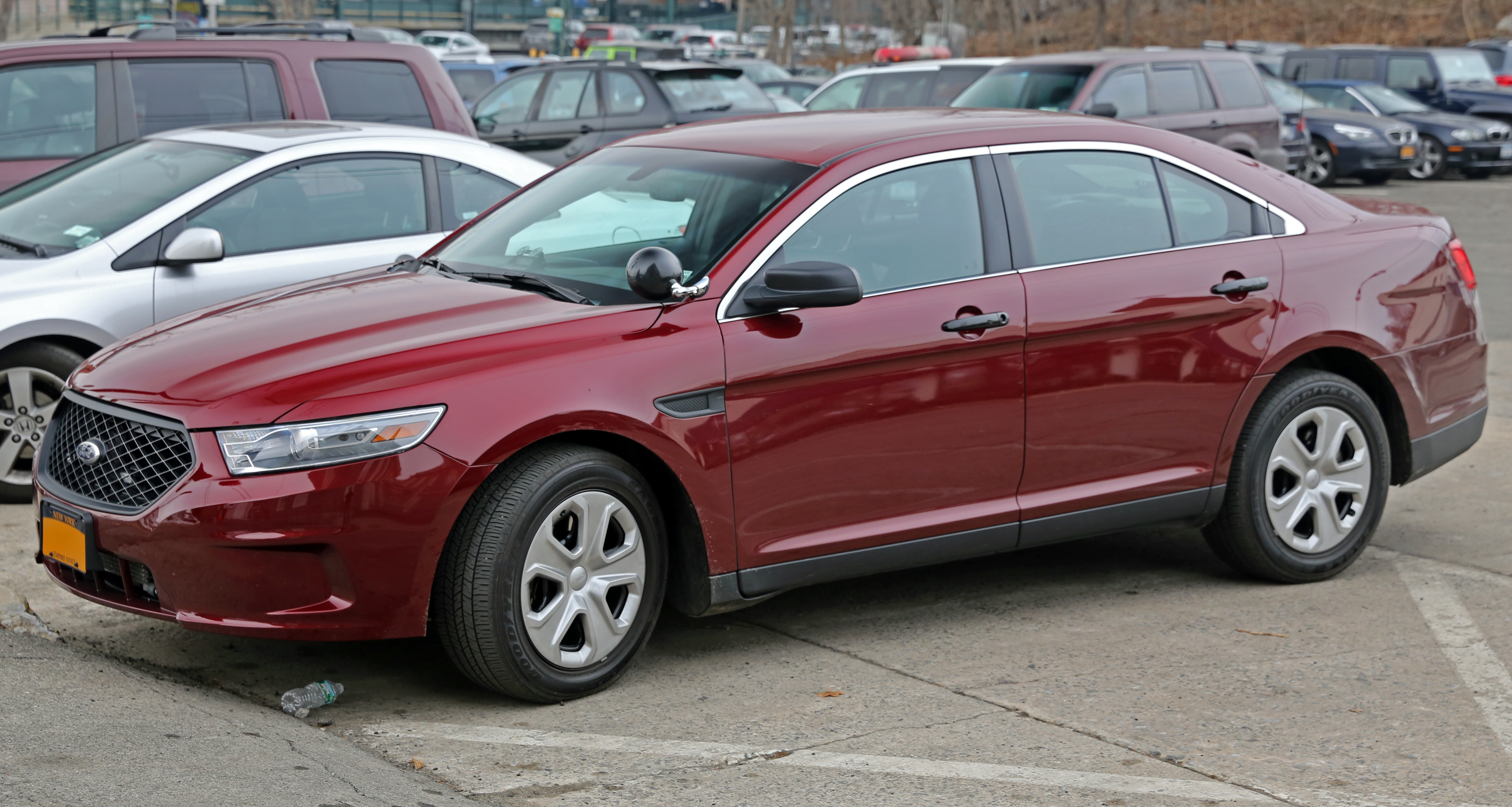
美國紐約州拉伊市一辆福特金牛座便衣警车
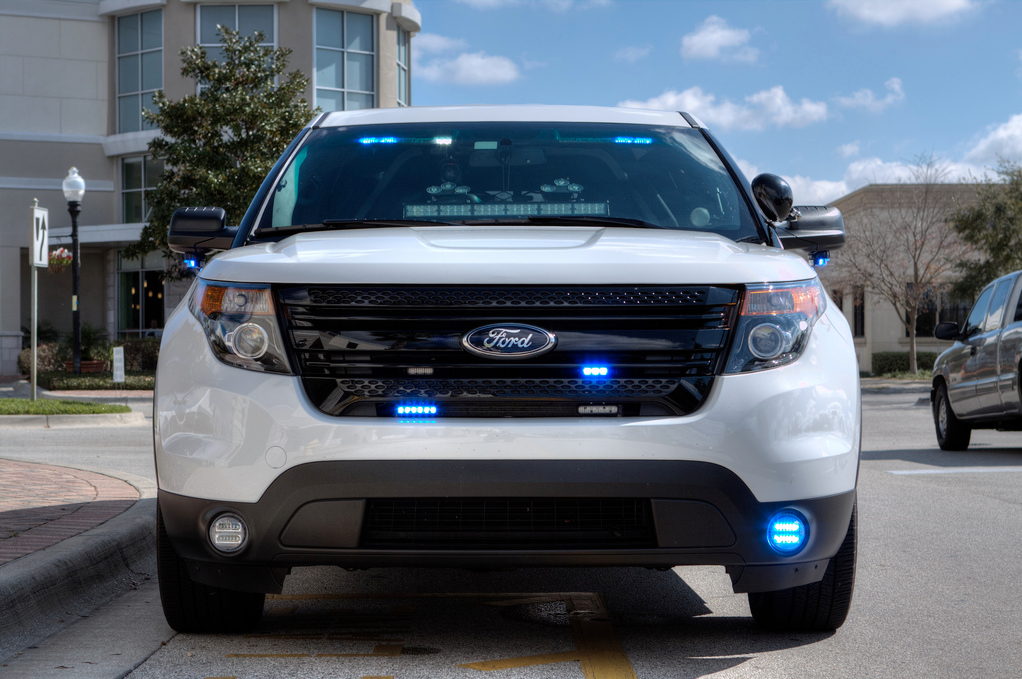
一辆福特探险者便衣警车正在测试警灯效果

### 機動車輛
具有極高機動性的警用車輛。

### 防暴警车
此類警車的主要功能是維護公共秩序。有效控制不同的活動，如遊行、示威或抗議活動，由於所控制的活動較高危險，所以通常都有裝甲作為保護。

## 各地警车
不同地区的警车使用和管理方法各不相同。中国大陆的警车由人民警察各警种主管机关管理，由公安部交通管理局监管。香港的警車為隸屬於香港警務處的官方陸上交通工具，至2014年共有約2500輛。台湾警方將轎式自用小客車、SUV、9人座廂型車等改裝之警車通稱為巡邏車，另外以休旅車或吉普車及自用大客車等改裝之警車則稱為警備車，為警察、憲兵專用於執行勤務的交通工具。警车的更換是基於使用量及狀態；一般警察車輛的使用年期為7年，而一般警察大型電單車的使用年期則為5年。

## 图片集

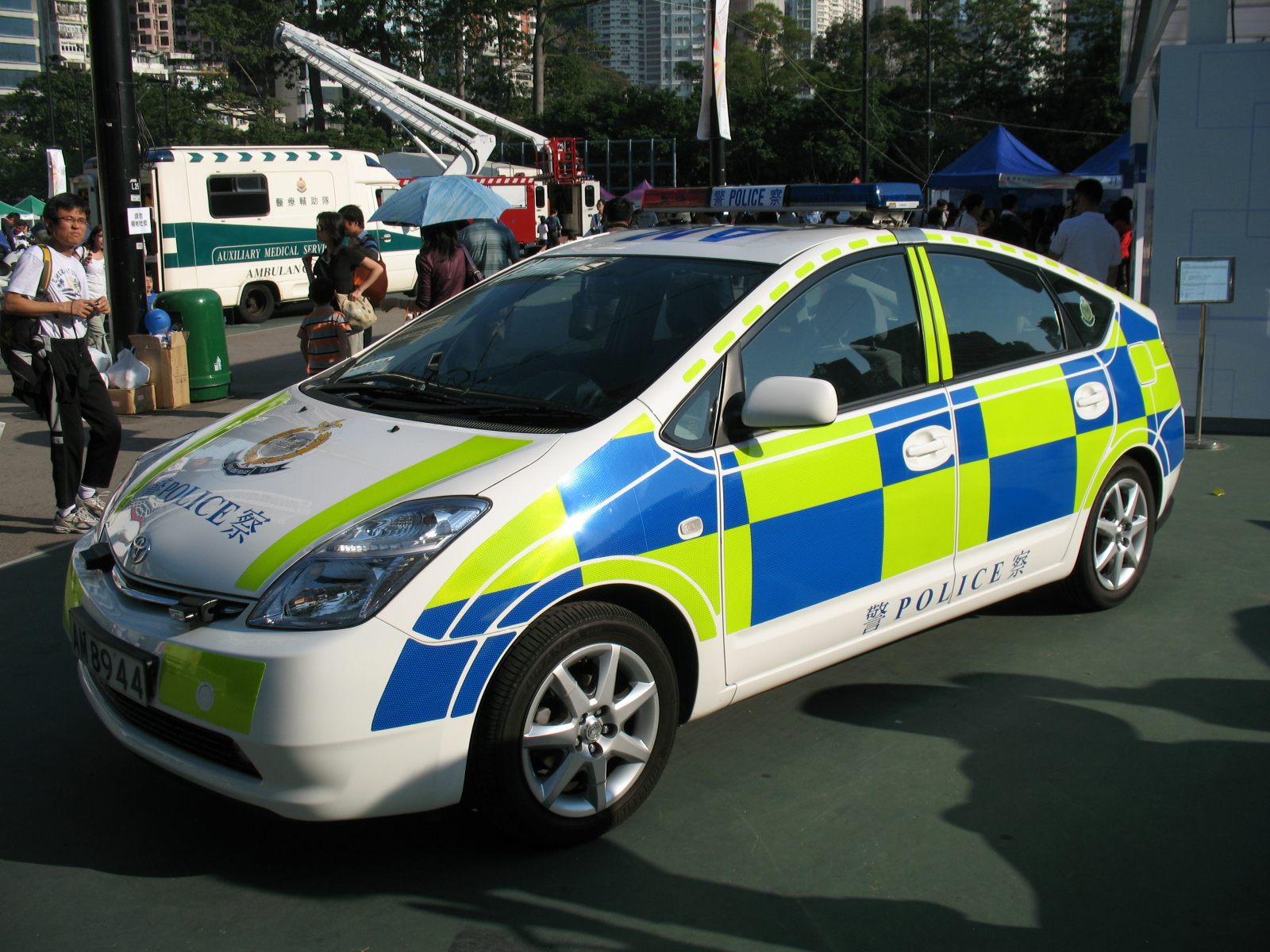
香港警務處交通總部警車
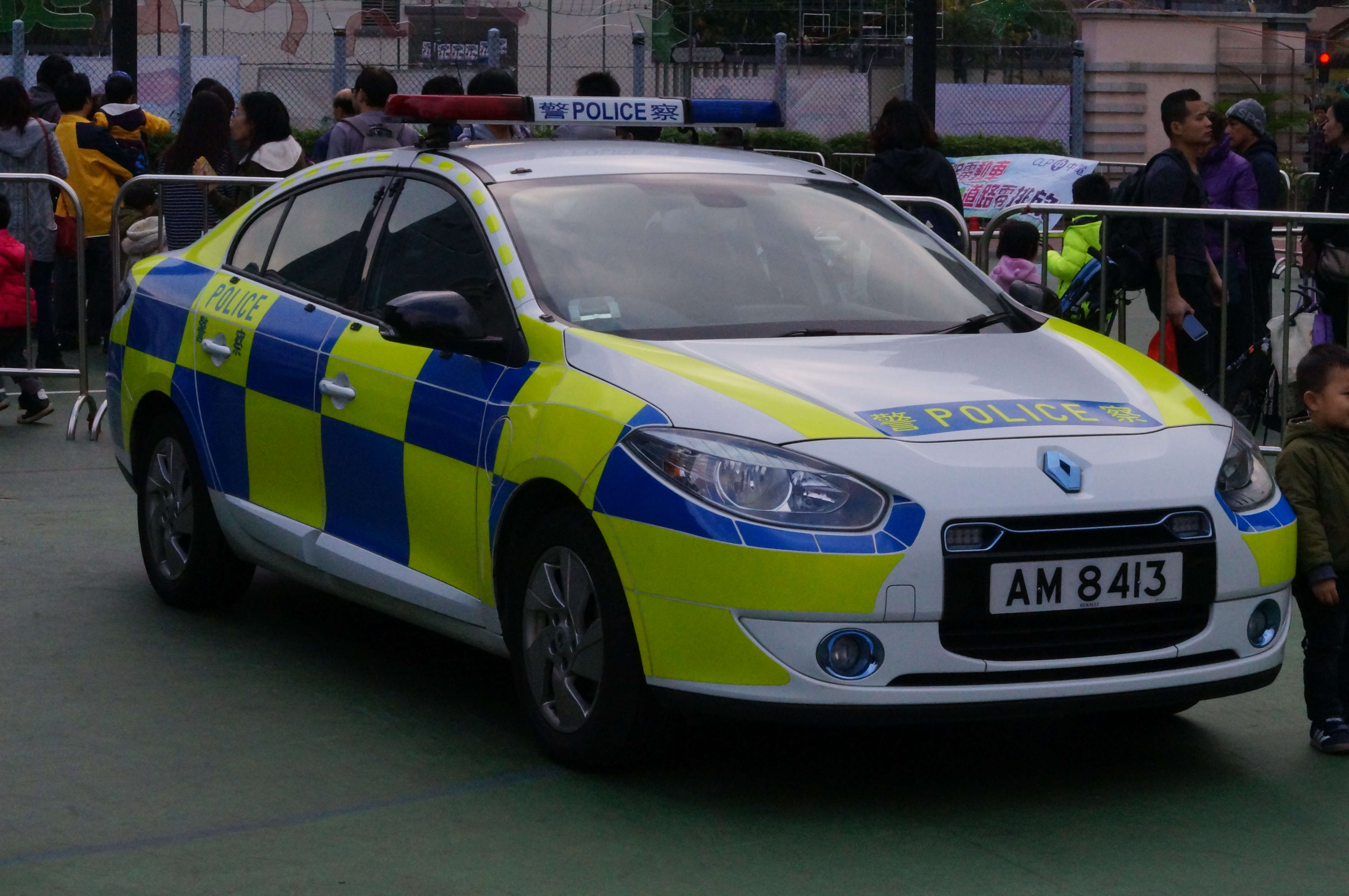
香港警務處电动巡逻车雷诺风朗
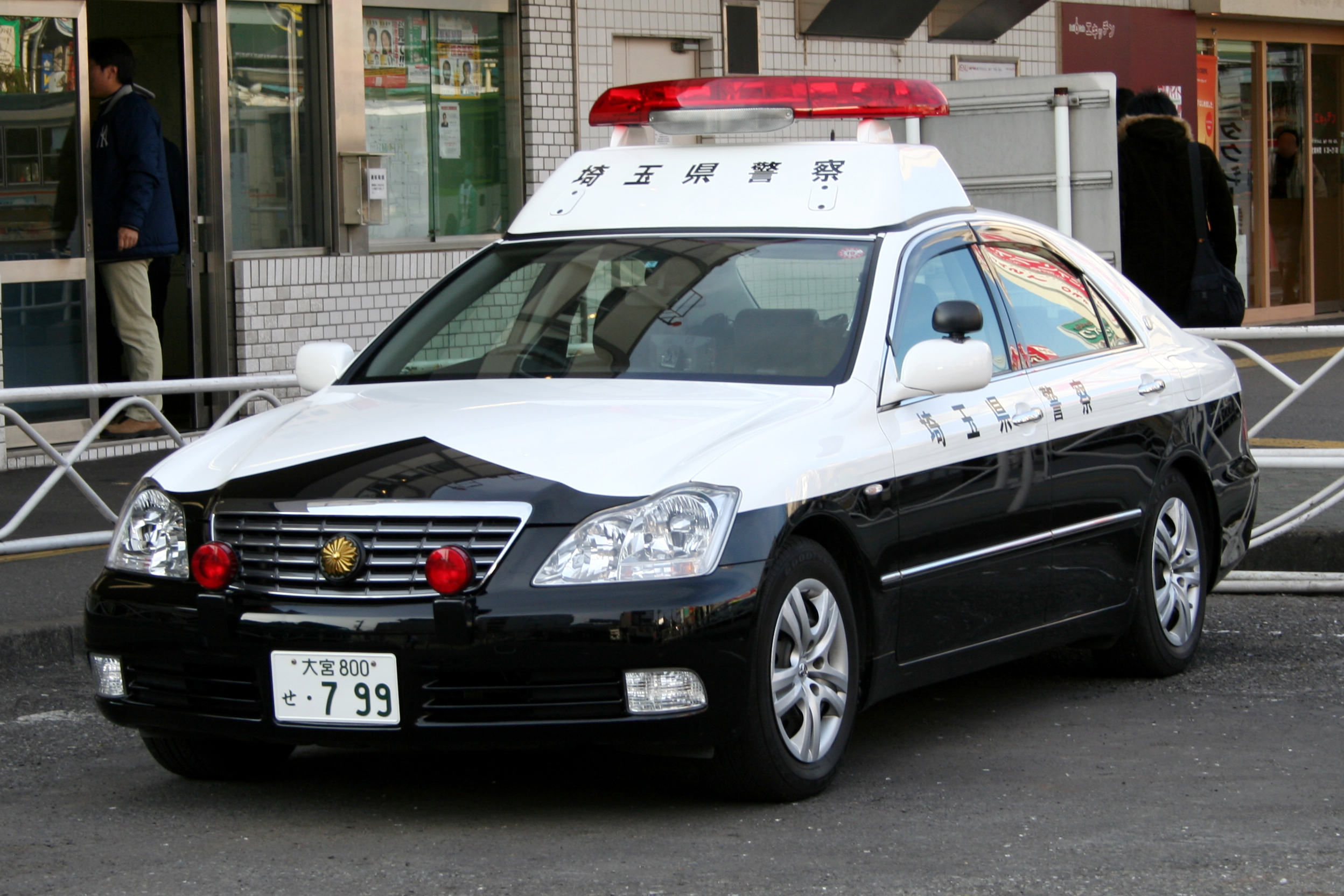
日本埼玉县警察丰田皇冠警车
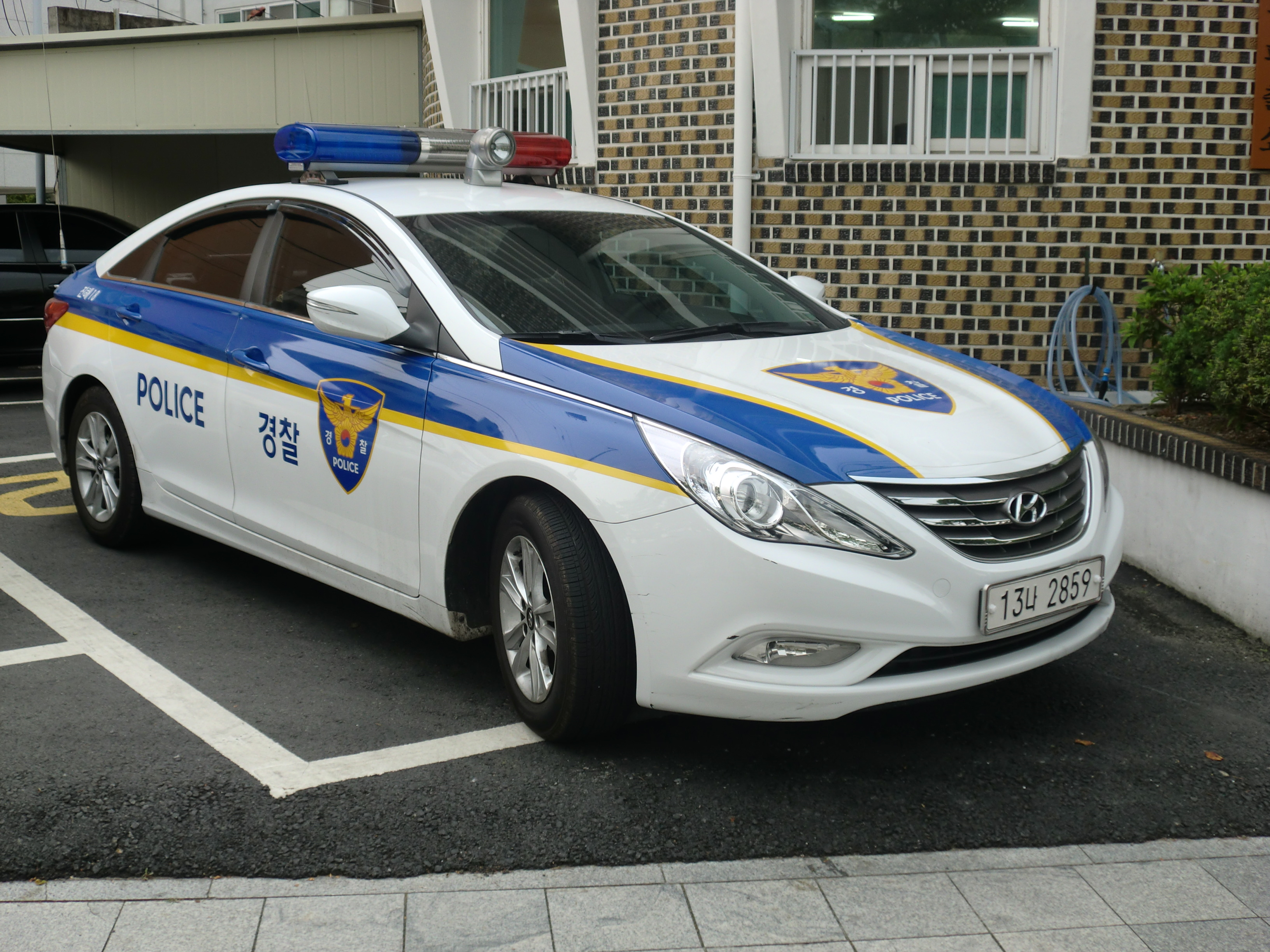
韓國鎮海警察署（朝鲜语：진해경찰서）警車
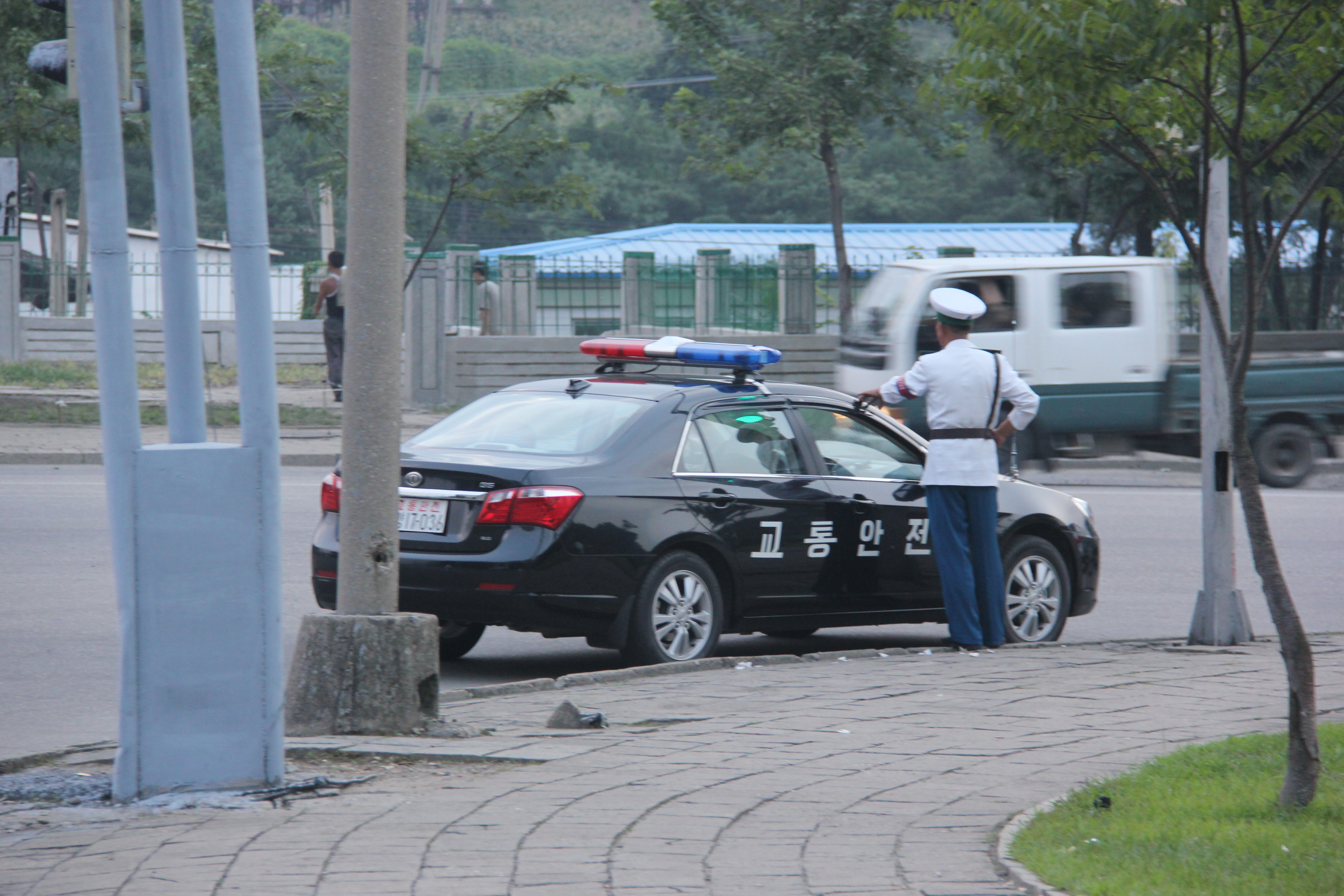
北韓警車，車身的諺文意为「交通安全」
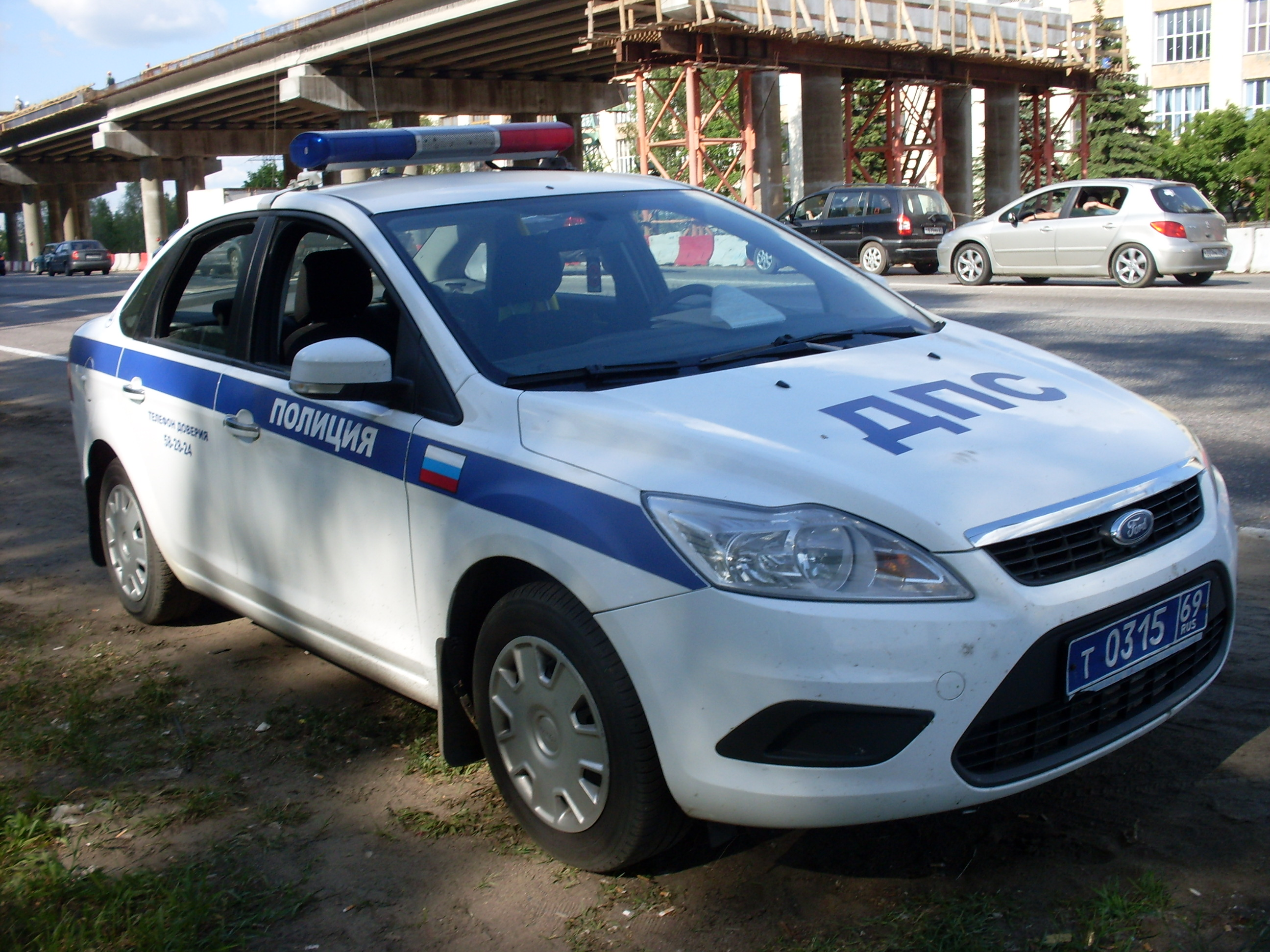
俄罗斯特維爾警车
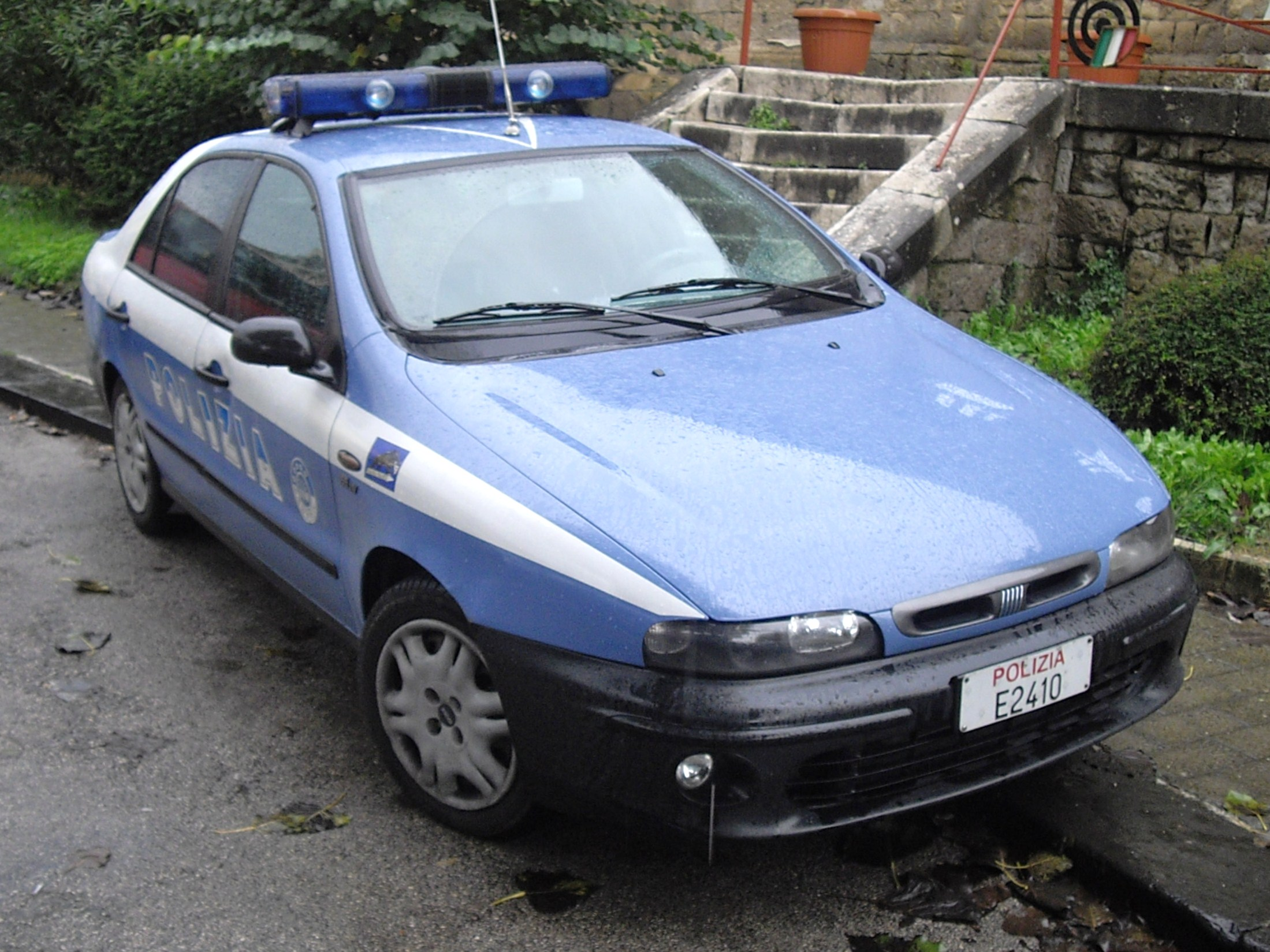
意大利警車
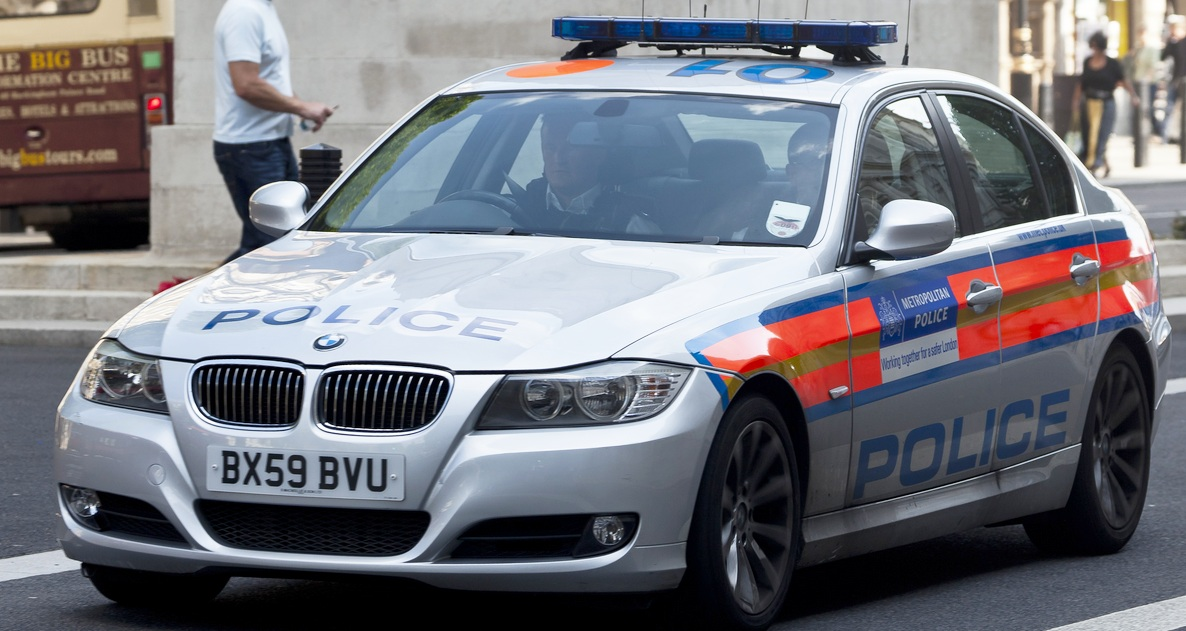
英國倫敦警察廳宝马警車
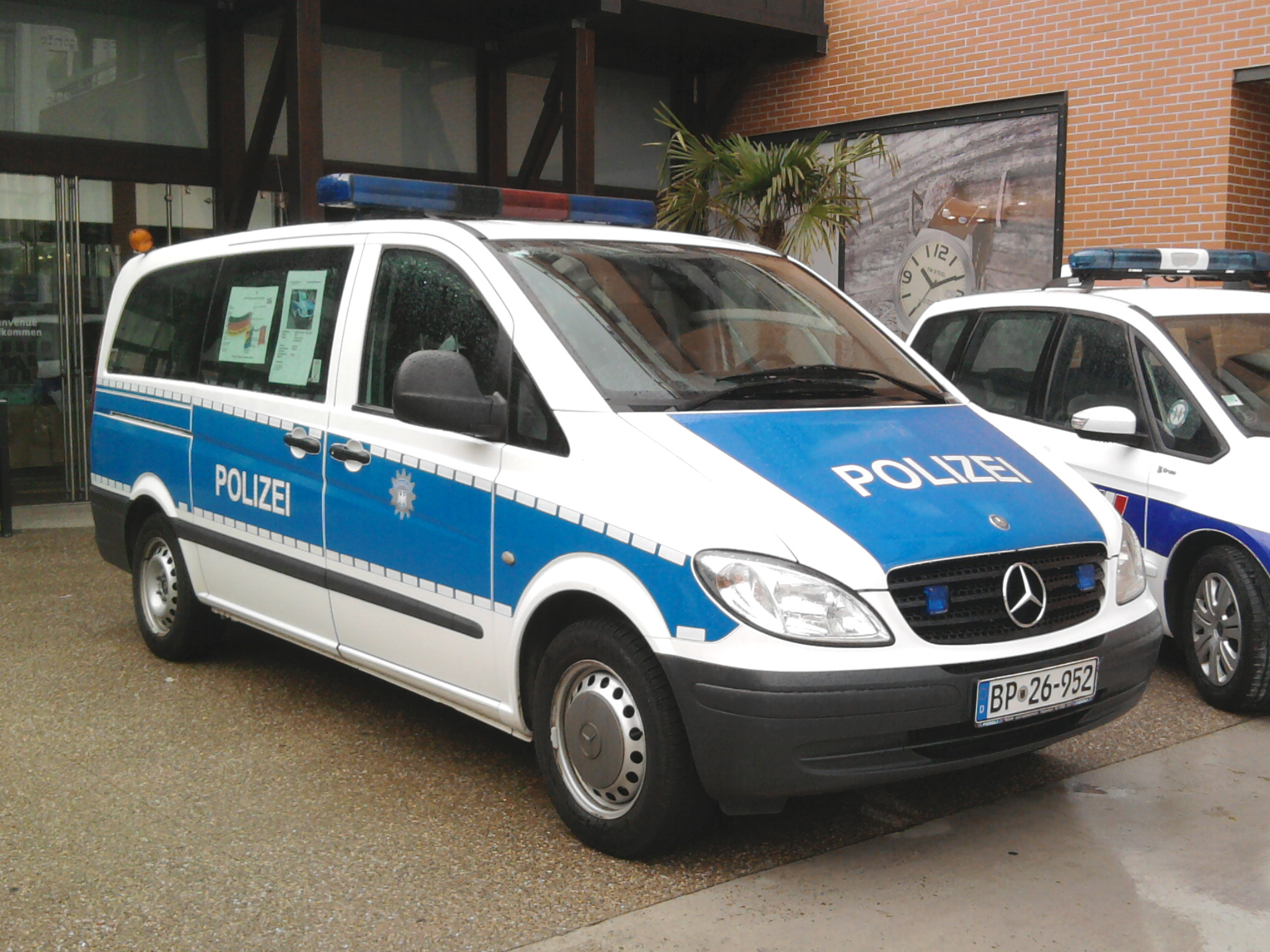
德国联邦警察賓士警車
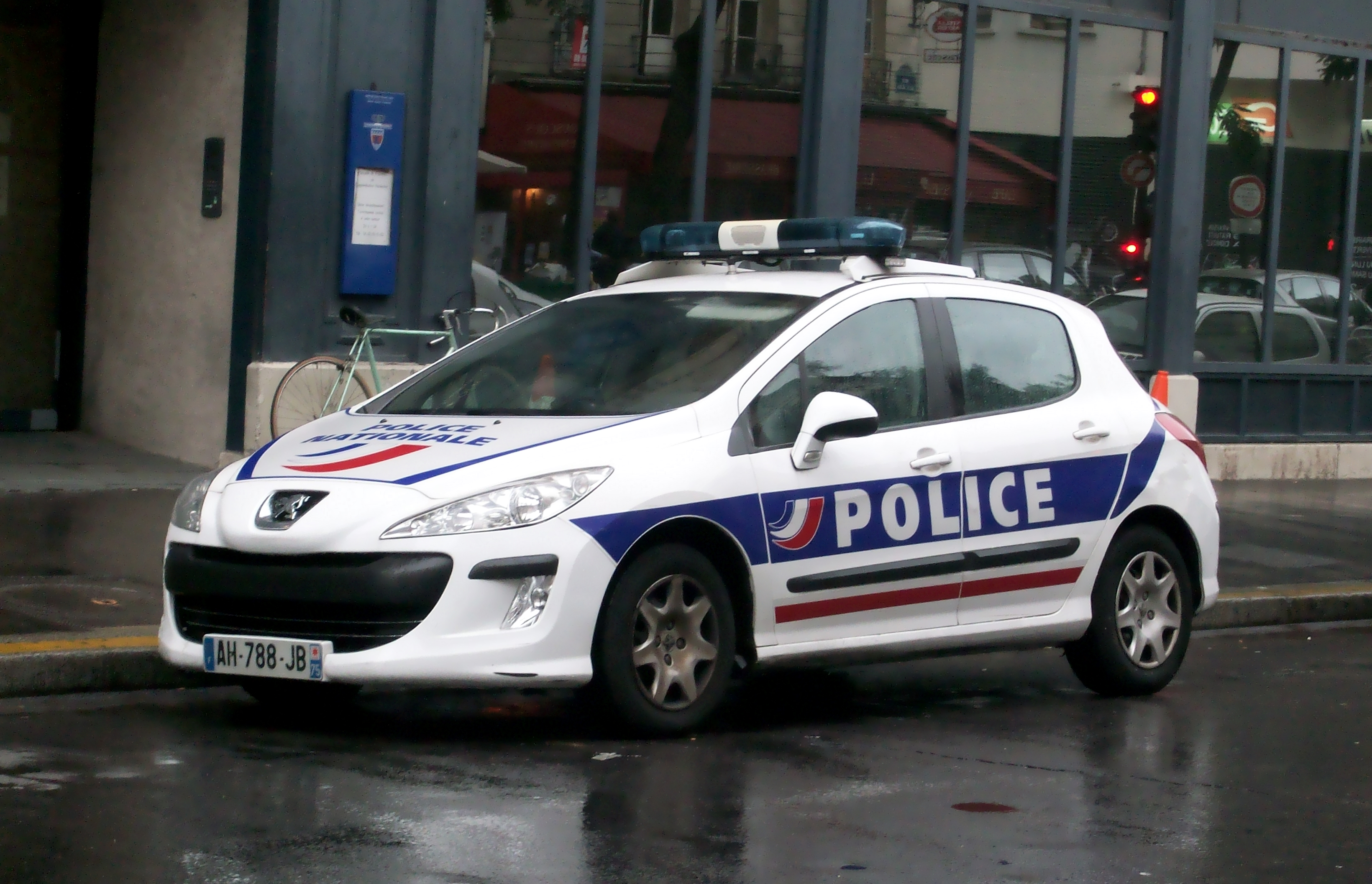
法国国家警察标致308警车
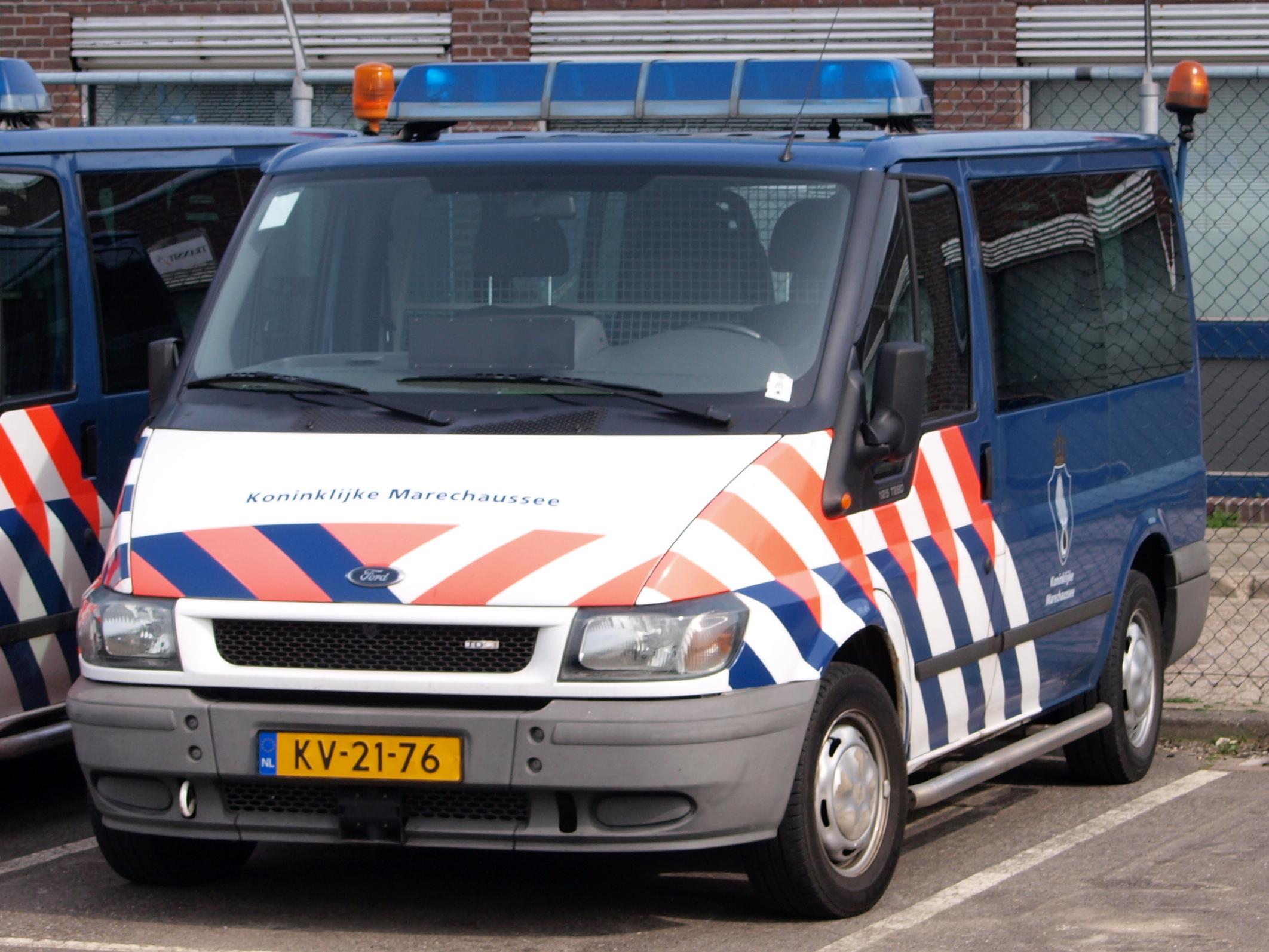
荷蘭皇家憲兵隊警車
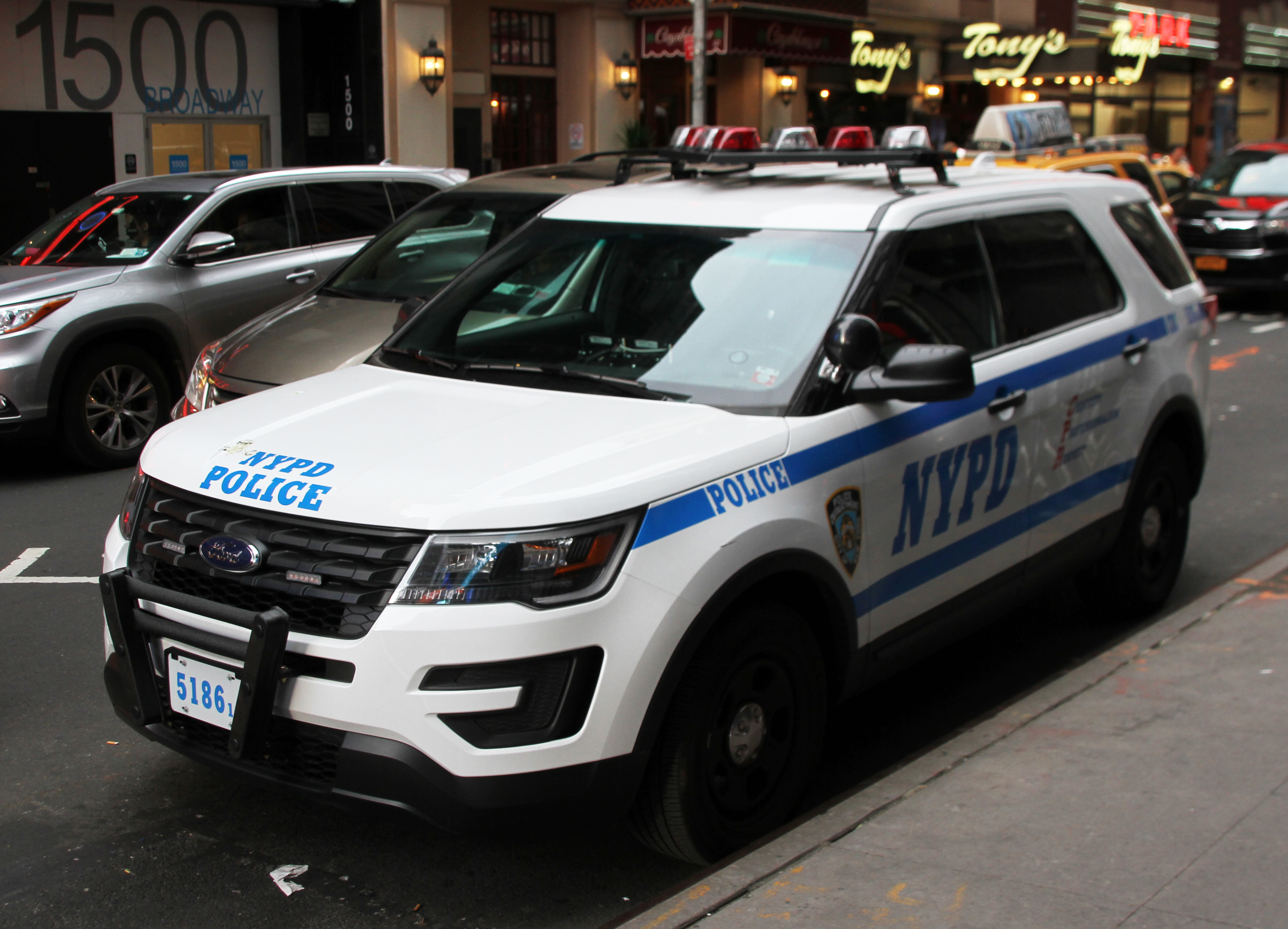
紐約市警察局警車
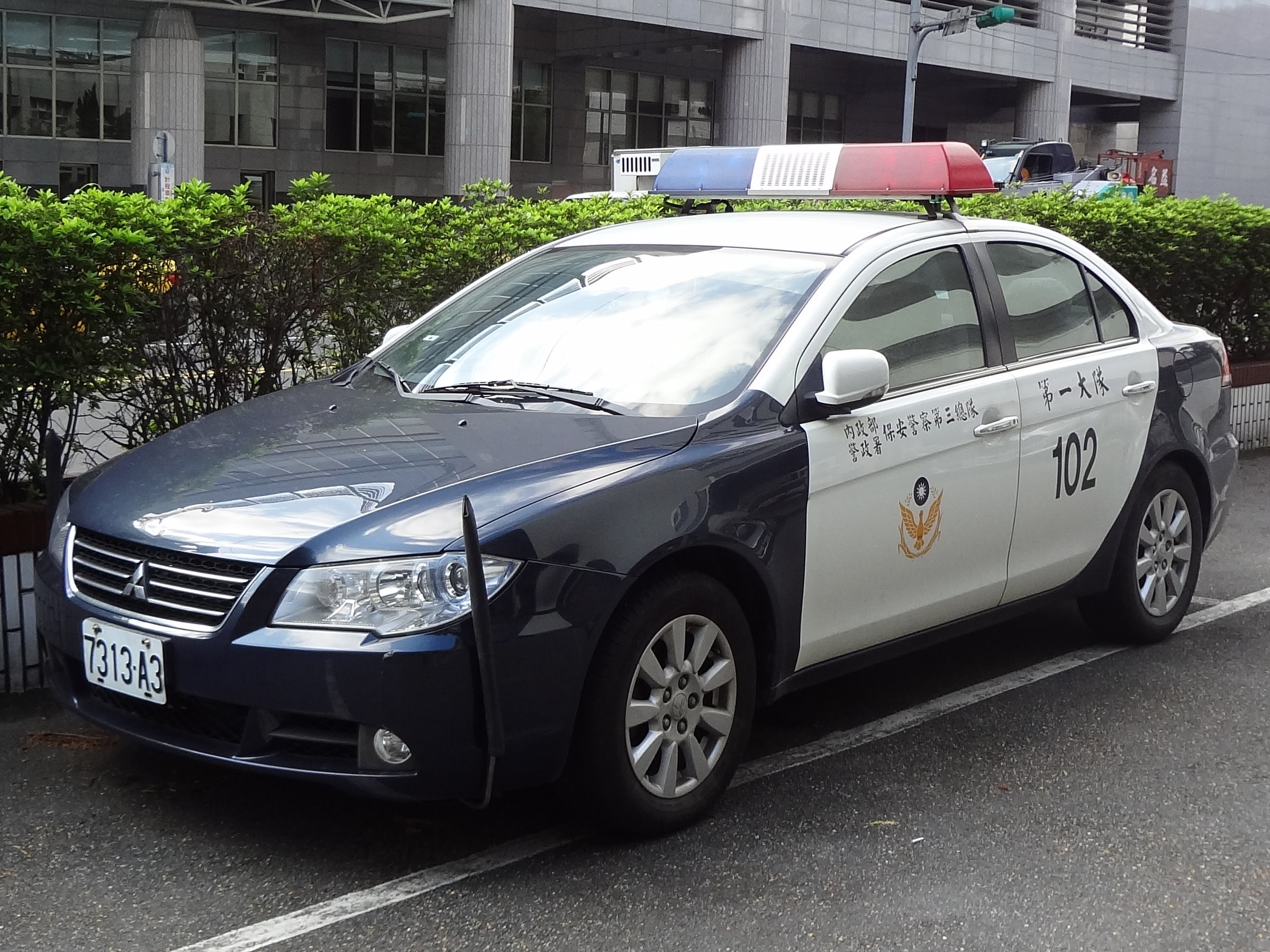
中華民國內政部警政署保安警察第三總隊第一大隊警车
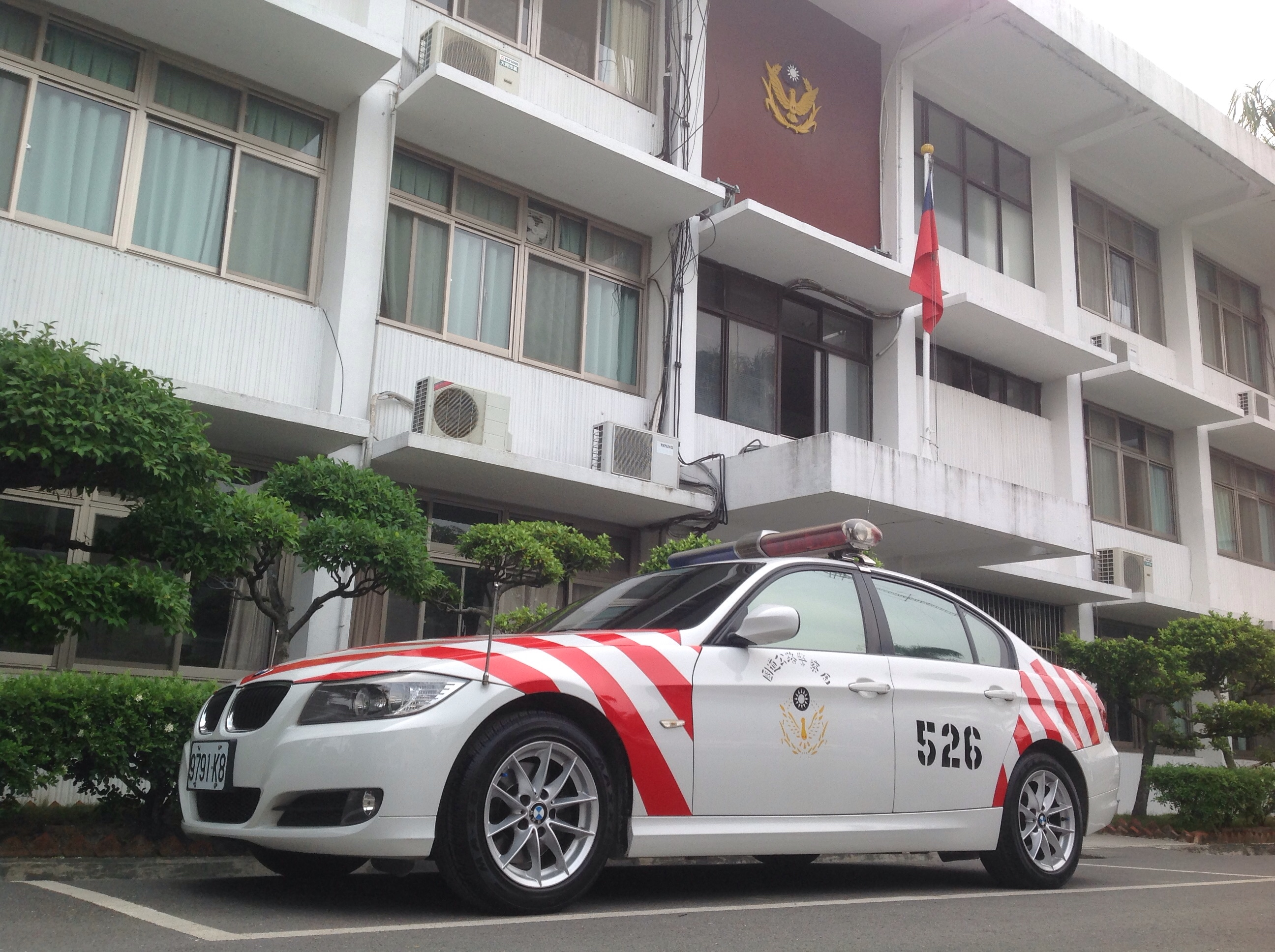
中華民國內政部警政署國道公路警察局第五警察大隊岡山分隊寶馬3系巡邏車，俗稱「紅斑馬」
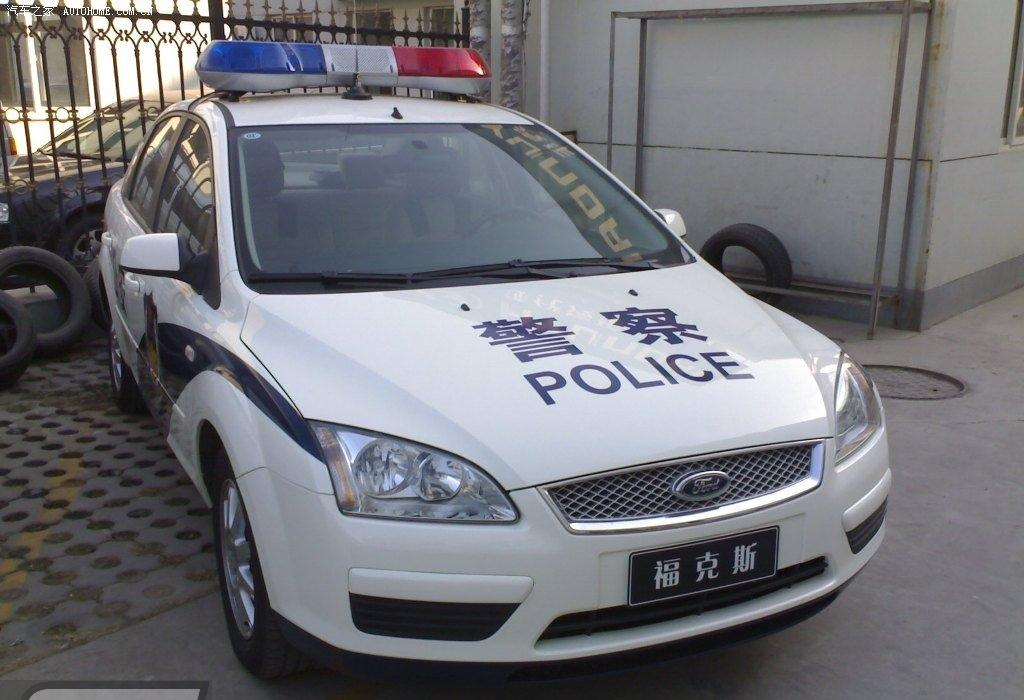
中国福特福克斯警车
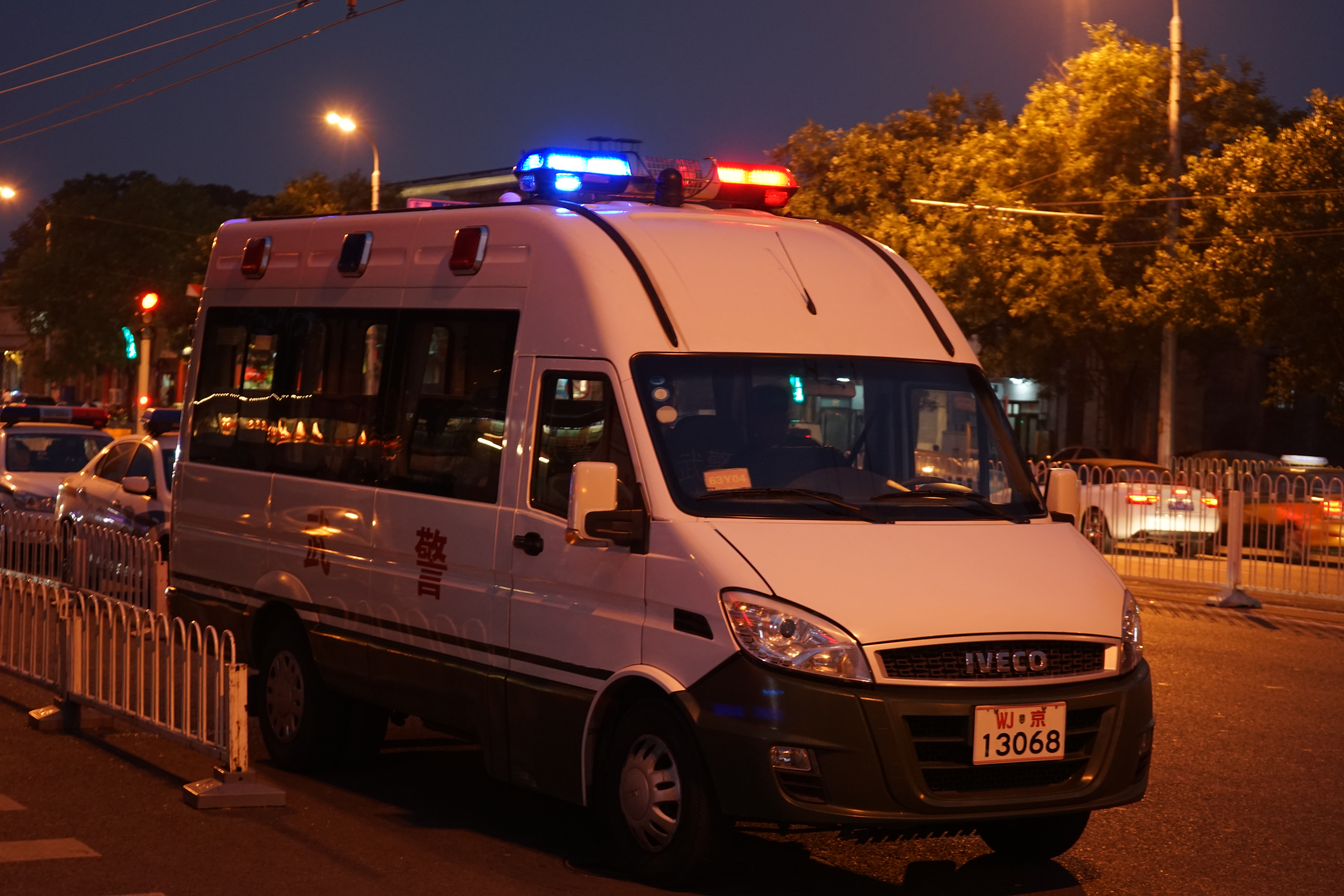
中国北京市武警车辆
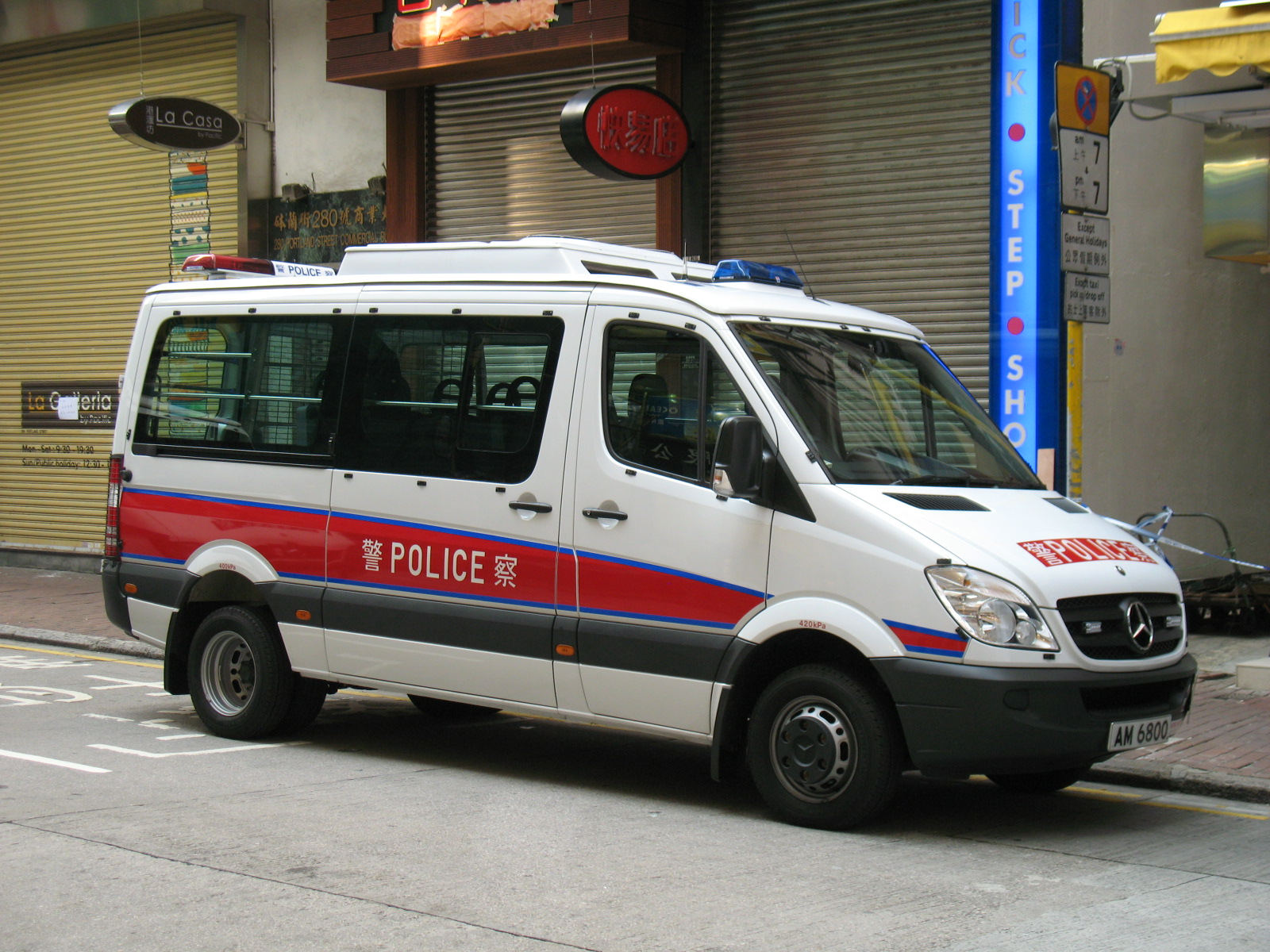
香港警務處衝鋒隊衝鋒車

## 外部連結
- Police Vehicles Museum